# Cedric Lynch
Cedric Lynch (* Dezember 1955) ist ein britischer Industrieller und Erfinder.
Der Sohn von Arnold Lynch tat sich während eines von Investoren aus der Industrie sowie der Institution of Mechanical Engineers veranstalteten Wettbewerbs hervor, in dem es darum ging, ein Motorboot mit nur einer Batterieladung möglichst weit fahren zu lassen.
Sein ohne besondere elektrotechnische Kenntnisse in Heimarbeit selbst gebauter Gleichstrommotor mit Dauermagneten und einigen bis zu diesem Zeitpunkt komplizierten Bauteilen, die er aus plattgedrückten Konservendosen (Baked Beans) fertigte, setzte durch Energieeffizienz, Langlebigkeit und vor allem durch seine Einfachheit neue Maßstäbe.
Nach diesem Erfolg ging Lynch mit seinem (mit Hilfe der Battery Vehicle Society) verbesserten Motor in Kleinserie und wurde schließlich von der Firma LEMCO ins Sortiment aufgenommen die inzwischen unter dem Namen "LMC The Lynch Motor Company" die sog. Lynch-Motoren vertreibt.
Nachdem diese ihn entlassen hat, hat er nach einer großzügigen Abfindungszahlung seine eigene Firma Agni Motors gegründet, die eine weiterentwickelte Form des Lynch-Motors produziert. Diese fusionierte 2015 mit Agility Global zur Saietta Group, die seine Motoren u. a. für ein Hochleistungs-Elektromotorrad verwendet.
Seine Motoren sind aufgrund ihres Wirkungsgrades, ihrer Robustheit, ihrer auswechselbaren Welle und vor allem, da sie im Vergleich zum geringen Eigengewicht sehr kraftvoll sind, in der Sportschifffahrt, im Modellbau und im Kartsport verbreitet.
Die bekanntesten Erfolge, bei denen Cedric Lynchs Motoren beteiligt waren:
- Weltrekord für batteriebetriebene Boote im Jahre 1989 (81,78 km/h)
- Weltrekord für batteriebetriebene Boote im Jahre 2005 (109,56 km/h)
- 4. Platz als einziger Eigenbau während der AUSTRO SOLAR 1997
- 12. Juni 2009: 8 von 13 Teams fahren bei der Tourist Trophy (Isle of Man) im ersten Wettbewerb der TTXGP-Klasse (Elektro-Bikes) mit Lynch-Motoren. Sieger ist das Team Agni.